# برنارد کوارد
برنارد کوارد (انگلیسی: Bernard Coard؛ زادهٔ ۱۰ اوت ۱۹۴۵) استاد دانشگاه و سیاستمدار اهل گرنادا است.